# Anthicus neli
Anthicus neli là một loài bọ cánh cứng trong họ Anthicidae. Loài này được Arillo & Ortuno miêu tả khoa học năm 1997.